# シュプライトバッハ
シュプライトバッハ (ドイツ語: Spraitbach) は、ドイツ連邦共和国バーデン＝ヴュルテンベルク州シュトゥットガルト行政管区のオストアルプ郡に属す町村（以下、本項では便宜上「町」と記述する）である。

## 地理

### 位置
シュプライトバッハは、シュヴェービッシュ・グミュントの北約 11 km の、海抜 539 m のなだらかな山の上に位置している。南から主邑の集落に伸びる盆地は、町名の由来であるシュプライトバッハ川が形成したものである。この川は、約 3 km 南でライン川（コッハー川の支流）に合流する。

### 隣接する町村
この町は、北はクシュヴェント、東はルッパーツホーフェン、南はドゥルランゲン、西はレムス＝ムル郡のアルフドルフと境を接している。

### 自治体の構成
この町には、シュプライトバッハおよびヒンターリンタールの2つの地区と、離れた場所にあるリッヒェンバッハ地区、さらにいくつかの小集落が属している。

### 土地利用
| 土地利用種別面積 | 農業用地 | 森林   | 住宅地 | 産業用地 | 交通用地 | 水域  | レジャー用地 | その他 |
| ---------------- | -------- | ------ | ------ | -------- | -------- | ----- | ------------ | ------ |
| 面積 (km2)       | 4.37     | 6.00   | 0.76   | 0.19     | 0.60     | 0.08  | 0.09         | 0.30   |
| 占有率           | 35.2 %   | 48.5 % | 6.2 %  | 1.5 %    | 4.9 %    | 0.6 % | 0.8 %        | 2.4 %  |

2015年現在の州統計局のデータによる。

## 歴史
1296年に最初の文献記録が遺されているシュプライトバッハは、元は帝国都市シュヴェービッシュ・グミュントの領域に属していた。19世紀初めの帝国代表者会議主要決議に基づく陪臣化によりヴュルテンベルク王国領となり、1818年からオーバーアムト・グミュント、1934年からシュヴェービッシュ・グミュント郡に属した。1973年の郡の改変により、新たにオストアルプ郡に属すこととなった。

### 宗教
シュプライトバッハには、ローマ＝カトリック教会が1つ、福音主義教会が1つある。福音主義教会組織は、シュヴェービッシュ・グミュント教会管区に属す。
- シュプライトバッハのカトリック教会
- シュプライトバッハの福音主義教会

## 行政

### 行政連合
この町は、ムートランゲンに本部を置くシュヴェービッシャー・ヴァルト自治体行政連合に属す。

### 町議会
シュプライトバッハの町議会は、議長を務める町長の他に、選挙で選出される14人の議員で構成される。

### 首長
ウルリヒ・バウムは2001年に町長に選出され、2002年3月からその職に就いている。彼は2009年12月の選挙で再選された。2017年にヨハネス・ショルがその後継者に選出された。ショルは2018年3月からその職に就いている。

### 紋章
図柄: 緑地に銀の波打つY字図形。

## 経済と社会資本
シュプライトバッハは典型的なベッドタウンである。この町には約 300人分の雇用があるが、1100人以上が町外で収入を得ている。
この町は連邦道 B298号線（ガイルドルフ - シュヴェービッシュ・グミュント）によって全国的な交通網に接続している。
1973年に設立された人形メーカー「ブリーラント」はこの町に本社を置いている。
シュプライトバッハには基礎課程学校1校と幼稚園1園がある。自治体行政連合の本課程学校と実科学校はムートランゲンにある。さらに上級の学校はシュヴェービッシュ・グミュントにある。